# Kievklasse vliegdekschip
De Kievklasse, Sovjet-aanduiding Project 1143 Kretsjet (Giervalk) (Russisch: Авианесущие крейсера проекта 1143 «Кречет»), was een klasse van vliegdekschepen gebouwd voor de marine van de Sovjet-Unie. In de Sovjet-marine werd deze geclassificeerd als zware vliegtuigkruiser.

## Geschiedenis
De kiellegging van het eerste schip van deze klasse, Kiev, vond in 1970 plaats. Het ontwerp hiervoor was deels gebaseerd op een ontwerp voor een groter vliegdekschip voorgesteld voor project Orel. Dit project had als doel om een supervliegdekschip te bouwen voor de Sovjet-Unie, zoals de Amerikaanse Kitty Hawkklasse. Uiteindelijk werd het kleinere Kievklasse-ontwerp gekozen omdat deze kostenefficiënt zou zijn vergeleken met een groter schip. 
In tegenstelling tot de meeste westerse vliegdekschepen is de Kievklasse een combinatie van zowel een kruiser als een vliegdekschip. In de Marine van de Sovjet-Unie werd deze klasse schepen aangeduid als "Zware vliegtuigkruiser" (Russisch: Тяжелые авианесущие крейсера). Door deze aanduiding was het mogelijk voor de schepen van deze klasse om de Turkse zeestraten door te kunnen varen. Het Verdrag van Montreux verbiedt het passeren van vliegdekschepen zwaarder dan 15.000 ton door de Turkse zeestraten.
De schepen zijn ontworpen met een grote eilandopbouw aan de stuurboordkant, met een schuin vliegdek dat 2/3 van de lengte van het totale dek is. Op het voordek bevinden zich zware luchtafweer- en oppervlaktedoelraketten. De beoogde rol van de Kievklasse was als ondersteuning voor onderzeeërs, andere oppervlakteschepen en marine luchtvaart. 
In totaal zijn er 4 vliegdekschepen van de Kievklasse gebouwd door de Sovjet-Unie. Deze dienden in de marine van de Sovjet-Unie en later Rusland. De eerste twee schepen werden verkocht aan China als museums. Het derde schip werd gesloopt. Het vierde schip Admiraal Gorsjkov werd verkocht aan de Indiase marine in 2004 en trad daar na omvangrijke verbouwingen in dienst als de INS Vikramaditya.

## Schepen
| Naam                               | Projectnr.  | Naamgenoot                    | Bouwer                                | Kiellegging       | Tewaterlegging    | In dienst         | Lot |
| ---------------------------------- | ----------- | ----------------------------- | ------------------------------------- | ----------------- | ----------------- | ----------------- | --- |
| Kiev                               | 1143        | Stad Kiev                     | Sovjet-scheepswerf nr. 444, Mykolajiv | 21 juli 1970      | 26 december 1972  | 28 december 1975  | In 1996 verkocht aan een Chinees bedrijf, sinds 2004 omgebouwd tot een themapark in Tianjin. Verder omgebouwd en is nu een luxe hotel vanaf 2014. |
| Minsk                              | 1143        | Stad Minsk                    | Sovjet-scheepswerf nr. 444, Mykolajiv | 28 december 1972  | 30 september 1975 | 27 september 1978 | Verkocht aan China, sinds 2016 in het marinemuseum in Jiangsu.                                                                                    |
| Novorossiejsk                      | 11433/1143M | Stad Novorossiejsk            | Sovjet-scheepswerf nr. 444, Mykolajiv | 30 september 1975 | 26 december 1978  | 14 september 1982 | Gesloopt in Pohang, Zuid-Korea 1997 |
| Bakoe subklasse                    |             |                               |                                       |                   |                   |                   | |
| Admiral Gorsjkov (voormalig Bakoe) | 11434       | Sergej Georgijevitsj Gorsjkov | Sovjet-scheepswerf nr. 444, Mykolajv  | 17 februari 1978  | 1 april 1982      | 11 december 1987  | Verkocht aan India in 2004, nu INS Vikramaditya                                                                                                   |